# Burmistrzowie Ostrzeszowa
Lista burmistrzów i włodarzy miasta Ostrzeszów:
Burmistrzowie Ostrzeszowa do 1815:
- Jan Plaskota (1455)
- Wojciech Malinka (1519)
- Błażej (?)
- Piotr Perzyński (1640)
- Jakub Łąkowicz (1688)
- Walenty Nadolski (?)
- Jakub Pańczyk (?)
- Kasper Gorgolewski (?)
- Jan Cichoń (1793)
- Karol Zakrzewski (1812)

Burmistrzowie Ostrzeszowa w latach 1815–1919:
- Karol Zakrzewski (1815 – 1824)
- Bogusław Rogowski (1825 – 1840)
- Meissner (1841 – 1849) jako burmistrz komisaryczny
- Antoni Borucki (1849 – 1862)
- Wiktor Iwankowski (1862 – 1863)
- Witkowski (1864 – 1874)
- Pflegel (1874 – 1908)
- Hermann Jendryke (1908 – 1911)
- Wilhelm Meyn (1911 – 1917)
- Artur Staeckel (1917 – 1919)

 Burmistrzowie Ostrzeszowa w latach 1919–1939:
- Stefan Borczyński (wiosna 1919) jako burmistrz komisaryczny
- Jan Dirska (1919 – 1920)
- Stefan Tanulski (1920 – 1922)
- Florian Kasperski (1922 – 1923)
- Paweł Seydak (1923 – 1935)
- Julian Żmudziński (1936 – 1 września 1939)

 Burmistrzowie Ostrzeszowa w latach 1939–1945:
- Eryk Hofmann (1939)
- Rittgen (1940 – 1944)
- Bierwagen (1944 – 20 stycznia 1945)

 Burmistrzowie Ostrzeszowa w latach 1945– 1950:
- inż. Edmund Dudziński (22 stycznia 1945 – 25 marca 1945)  jako burmistrz tymczasowy
- inż. Edmund Dudziński (25 marca 1945 – 1 stycznia 1946)
- Wacław Dirska (1 stycznia 1946 – 31 marca 1948)
- Antoni Małyszka (1948 – 1950)

Przewodniczący Prezydium Miejskiej Rady Narodowej w Ostrzeszowie w latach 1950–1973:
- Jan Witwicki (17 czerwca 1950 – 27 czerwca 1971)
- Jerzy Dembski (25 sierpnia 1971 – 20 marca 1973)

Naczelnicy Miasta i Gminy Ostrzeszów od 1973 do 1990 r.:
- Jerzy Dembski (1973 – 31 października 1975)
- Marian Kubiaczyk (1 listopada 1975 – 1990)

Burmistrzowie Miasta i Gminy Ostrzeszów po 1990 r.:
- Stanisław Wabnic (1990 – 1998)
- Zbyszko Szmaj (1998 – 2002)
- Stanisław Wabnic (2002 – 2010)
- Mariusz Witek (2010 – 2018)
- Patryk Jędrowiak (2018–)